# Vlist (rivier)
De Vlist is een riviertje in de Krimpenerwaard in de Nederlandse provincie Zuid-Holland. De Vlist loopt van Schoonhoven naar Haastrecht waar ze uitmondt in de Hollandsche IJssel. Hierbij stroomt ze door Schoonhoven, Bonrepas, Vlist en uiteindelijk Haastrecht. De rivier strekt zich hemelsbreed ongeveer uit over tien kilometer.
De Vlist is een veenrivier en werd vroeger gebruikt als boezem voor de polders rondom het riviertje, er stonden dan ook veel molens voor het verpompen van het water aan de oevers van de rivier. Vroeger werd de Vlist gebruikt voor transport van goederen, met name van Schoonhoven naar Utrecht. Tegenwoordig heeft de rivier vooral een toeristische functie. Met name fietsers en wandelaars gebruiken het gebied voor hun tochten. In de zomer zijn de wegen naast de Vlist vol met motorrijders. De rivier zelf wordt vaak met kano's bevaren, die in Haastrecht kunnen worden gehuurd. In de winter, wanneer de rivier is dichtgevroren, wordt de Twee Provinciëntocht gedeeltelijk over de rivier gereden.
Langs deze rivier (bij Bonrepas) werd Wilhelmina van Pruisen, de vrouw van stadhouder Willem V, op 28 juni 1787 door patriotten uit Gouda tegengehouden en vervolgens naar een boerderij aan de Goejanverwellesluis gebracht.
De dichter Henk Kooijman schreef een ode aan de Vlist. Enkele regels hieruit:

En kievit, en karekieten
de rietzangers in het riet en
in 't boenhok het boerenmeisje
zingen allen hetzelfde wijsje:
van de lieflijke Vlist, die zich slingert
door 't weilandenrijk als een wingerd.
— Henk Kooijman in: 'Op ontdekkingstocht door de Krimpenerwaard en Lopikerwaard'

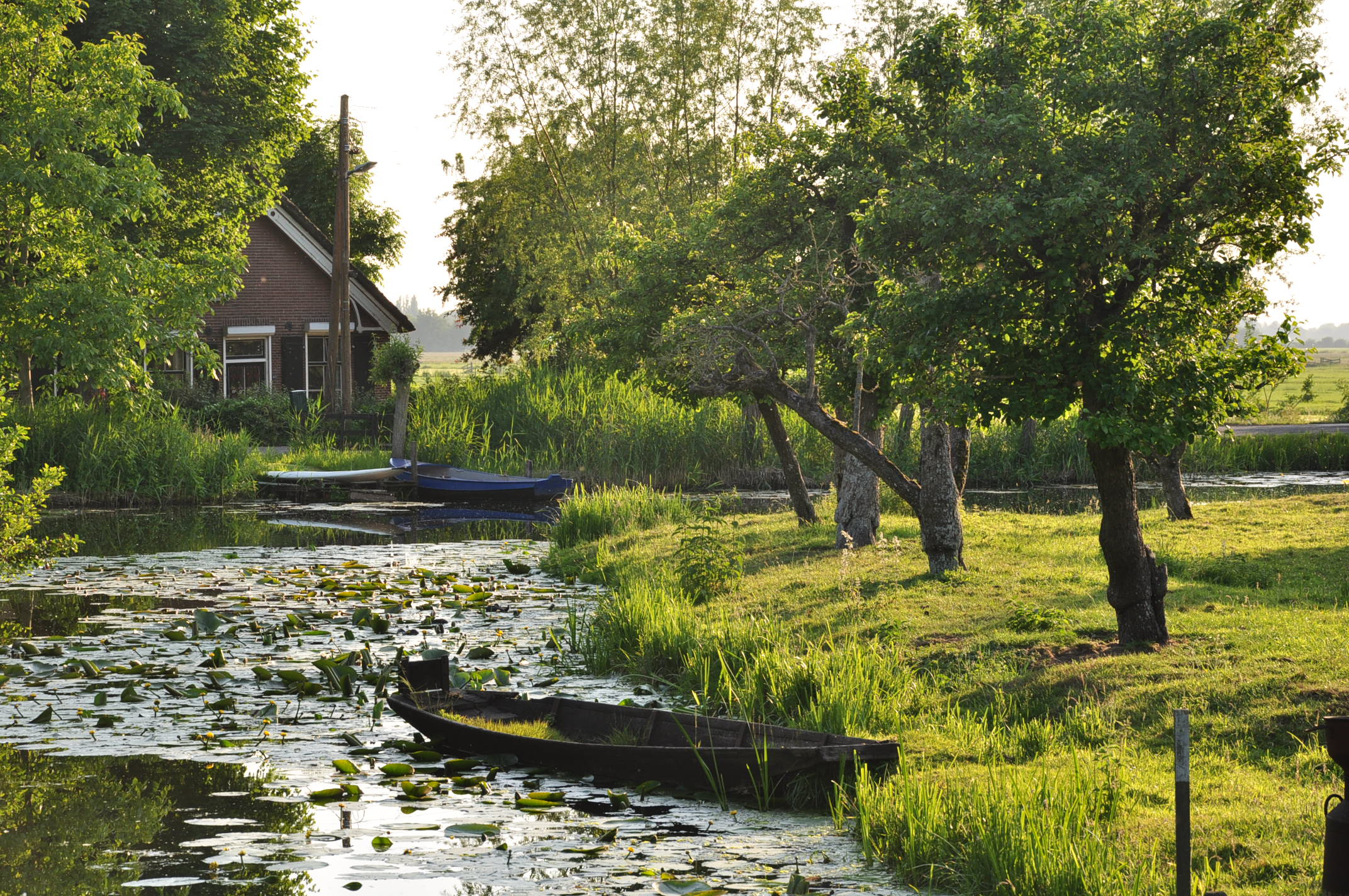
Tafereel langs de Vlist

## Varia
- De 'Vliststraat' is aanwezig in Apeldoorn, Deventer, Eindhoven en Rotterdam, 'Vlist' is een straat in Barendrecht en 'De Vlist' is een straat in Woerden. Deze straten liggen alle in een wijk met vernoemingen naar rivieren.